# Pagus
Il termine latino pagus fa parte del lessico amministrativo romano e stava a indicare una circoscrizione territoriale rurale (cioè al di fuori dei confini della città), di origine preromana e poi romana, accentrata su luoghi di culto locale pagano prima e cristiano poi. Da esso deriva il termine pagano.

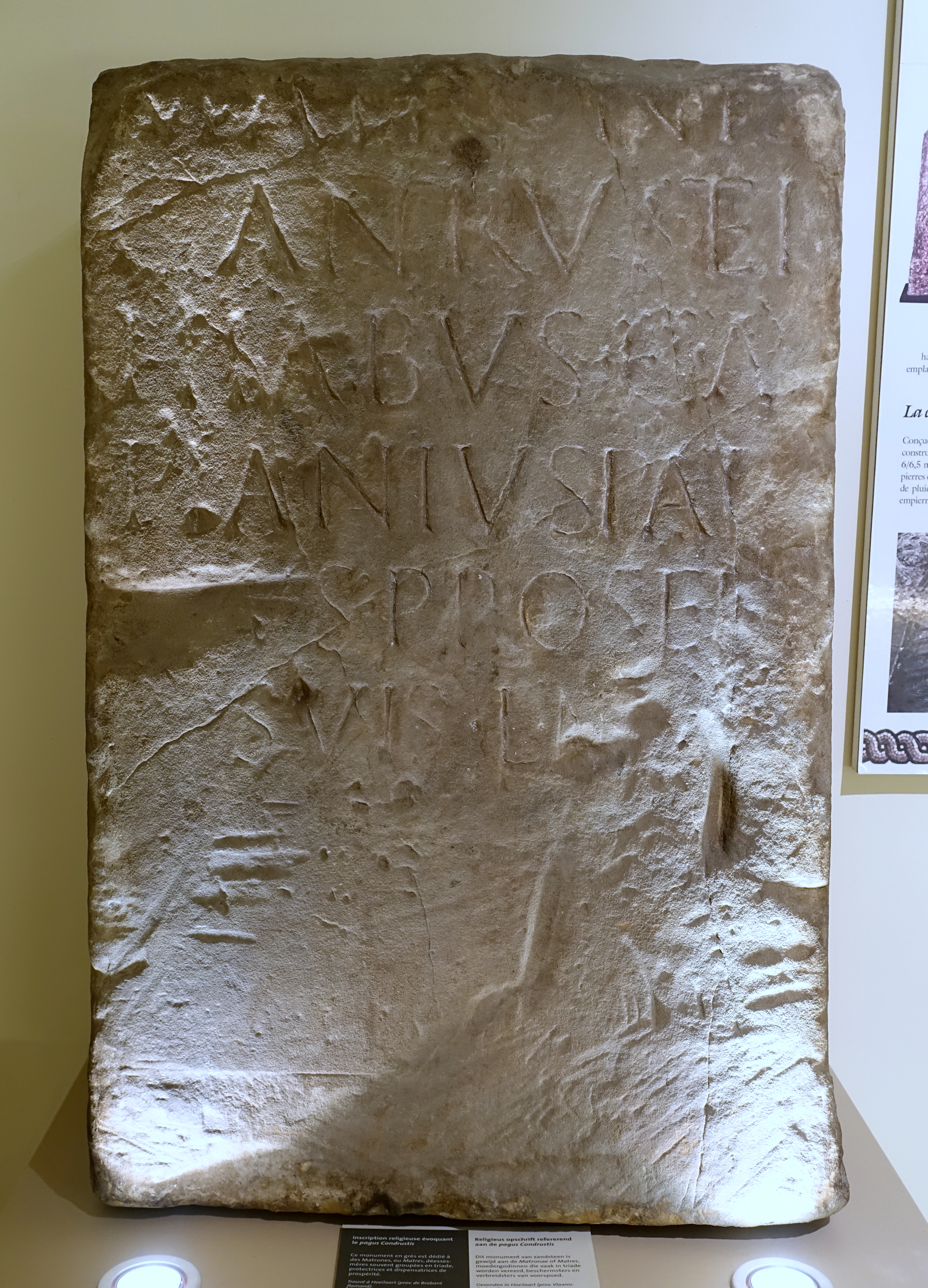
Iscrizione su una lastra di epoca romana riferita al pagus Condrustis, nei pressi dell'odierna Bruxelles.

## Struttura
All'interno del pagus potevano esservi diversi vici (latino vicus), in ognuno dei quali risiedeva il Magister, appartenente al patriziato romano. Sebbene siano noti diversi di questi pagi, come quello Bagienno, Eboreo e Domizio di Bobbio, sotto il Municipio della città romana di Velleia, dedotti con i loro confini e i vici più importanti dalle descrizioni della Tabula alimentaria traianea di Velleia, oppure quello di Libarna, è difficile ricostruirne per molti i confini. Gli agrimensori romani, infatti, nella misurazione dei terreni da assegnare a veterani, non tennero conto dei limiti del pagus che poi venne sostituito più avanti per inglobazione dal vicus.
Per di più l'ordinamento romano, facente capo alle città (colonie o municipi), venne gradualmente a sottoporre gli ufficiali del pagus a quelli della città dopo il IV secolo, anche se al pagus rimanevano anche alcune funzioni come quello della manutenzione delle strade. Si è, però, accertato che il pagus spesso si estendeva sui due versanti di un monte e possedeva beni comuni (boschi e pascoli). In parecchi casi l'antico pagus può essere individuato nella primitiva pieve, in quanto nelle campagne la Chiesa cristiana si sostituì all'antico culto gentile (paganalie).
Al pagus romano si assimilò il Gau dei popoli germanici.